# 최수인
최수인(2004년 3월 5일 ~ )은 대한민국의 배우이다.

## 작품 목록

### 영화
- 2016년 《우리들》 - 선 역
- 2016년 《어떤 하루》
- 2017년 《가을단기방학》 - 연주 역
- 2017년 《아이 캔 스피크》 - 어린 옥분 역 (나문희 아역)

### 드라마
- 2014년 《발레리노》 - 발레하는 아이 역
- 2022년 넷플릭스 금요드라마 《더 글로리》 - 이선아 역

## 수상 및 후보
| 연도 | 시상식              | 부문                    | 작품   | 결과 |
| ---- | ------------------- | ----------------------- | ------ | ---- |
| 2017 | 제53회 백상예술대상 | 영화부문 여자신인연기상 | 우리들 | 후보 |